# 박민규 (바둑 기사)
박민규(朴珉奎, 1994년 6월 5일 ~ )는 대한민국의 바둑 기사이다.

## 약력
광주광역시 출신으로 2004년 제85회 전국체육대회 최강부에서 금메달을 받았고 이창호배 최강부와 조남철배 최강부에서 우승했다. 2011년 제130회 일반인입단대회를 통해 입단했고 2012년 2단을 거쳐 2013년 3단으로 승단했다. 2014년 바이링배 32강과 Let's Run PARK배 4강, 국수전 4강에 진출했다. 2016년 제35회 KBS바둑왕전 본선 16강과 제3회 오카게배 국제신예바둑대항전 준우승을 차지했고 5단으로 승단했다. 2018년 6단에 이어 2021년 7단으로 승단했다.